# Aligarh
Aligarh este un oraș cu 667.732 loc. situat la altitudinea de 178 m deasupra n.m. în Uttar Pradesh, pe valea Gangelui, India la ca. 120 km sud-est de New Delhi.